# Kashii (tàu tuần dương Nhật)
Kashii (tiếng Nhật:香椎) là một tàu tuần dương hạng nhẹ của Hải quân Đế quốc Nhật Bản, là chiếc thứ ba cũng là chiếc cuối cùng được hoàn tất trong lớp lớp Katori. Được đặt tên theo ngôi đền Shinto nổi tiếng tại Fukuoka thuộc Nhật Bản, Kashii từng được sử dụng rộng rãi trong Chiến tranh Thế giới thứ hai trước khi bị máy bay Mỹ đánh chìm ngoài khơi Đông Dương ngày 12 tháng 1 năm 1945 ở tọa độ 13°50′B 109°20′Đ / 13,833°B 109,333°Đ.

## Thiết kế và chế tạo
Lớp Katori được đặt hàng để hoạt động như những tàu huấn luyện trong Ngân sách Hải quân Bổ sung vào các năm 1937 và 1939. Trong Chiến tranh Thế giới thứ hai, chúng được sử dụng như là soái hạm quản lý cho nhiều hải đội khác nhau, như chỉ huy tàu ngầm hoặc các hải đội hộ tống. Chúng được nâng cấp khi chiến tranh tiếp diễn với các vũ khí phòng không bổ sung và mìn sâu chống tàu ngầm.
Kashii được đặt lườn tại xưởng tàu của hãng Mitsubishi tại Yokohama vào ngày 4 tháng 10 năm 1939. Nó được hạ thủy vào ngày 15 tháng 10 năm 1940 và được đưa ra hoạt động vào ngày 15 tháng 7 năm 1941.

## Lịch sử hoạt động

### Các hoạt động ban đầu
Kashii thoạt tiên được phân về Căn cứ Hải quân Sasebo tại Nagasaki. Khi tình hình tại Thái Bình Dương ngày càng căng thẳng, vào ngày 31 tháng 7 năm 1941, Kashii được phân về Hạm đội Viễn chinh Phương Nam dưới quyền chỉ huy của Phó Đô đốc Jisaburo Ozawa; và đến ngày 18 tháng 10 năm 1941, Kashii trở thành soái hạm của hạm đội này, đặt căn cứ tại Sài Gòn thuộc Đông Dương. Một tháng sau, Kashii được điều đến Hải Nam và Đô đốc Ozawa chuyển cờ hiệu của mình sang tàu tuần dương Chokai.
Vào ngày 5 tháng 12 năm 1941, Kashii rời mũi St. Jacques tại Đông Dương hộ tống bảy tàu chở quân vận chuyển Trung đoàn Bộ binh 143 Lục quân Nhật Bản đến Kra Isthmus thuộc Thái Lan và Malaya, và nó vẫn đang trên đường đi khi xảy ra trận tấn công Trân Châu Cảng.

### Giai đoạn mở màn chiến tranh Thái Bình Dương
Sau các cuộc đổ bộ ban đầu tại Malaya và Thái Lan, Kashii quay trở về vịnh Cam Ranh thuộc Đông Dương vào ngày 13 tháng 12 năm 1941 để gặp gỡ đoàn tàu vận tải lên đến 39 chiếc của Đoàn tàu Vận tải Malaya thứ hai, và hộ tống chúng đến nhiều điểm khác nhau dọc theo bờ biển Thái Lan và Malaya. Nó cũng hộ tống Đoàn tàu Vận tải Malaya thứ ba từ ngày 26 đến ngày 28 tháng 12 năm 1941. Vào ngày 3 tháng 1 năm 1942, Kashii cứu vớt binh lính được chở trên chiếc tàu chở quân Meiko Maru vốn bị bắt lửa và phát nổ ngoài khơi Hải Nam.
Từ tháng 1 đến tháng 3 năm 1942, Kashii tuần tra tại khu vực từ Singapore đến Bangkok và khu vực Đông của quần đảo Đông Ấn thuộc Hà Lan. Ngày 11 tháng 2 năm 1942, nó hộ tống 11 tàu vận tải thuộc lực lượng chiếnm đóng Bangka-Palembang, Sumatra; và vào ngày 12 tháng 3 năm 1942 tham gia "Chiến dịch T" chiếm đóng Bắc Sumatra.
Kashii trở thành soái hạm của Đơn vị Hô tống số 2 vào ngày 19 tháng 3 năm 1942, hộ tống 32 tàu vận tải vận chuyển Sư đoàn 56 Lục quân để chiếm đóng Miến Điện, và thêm 46 tàu vận tải khác vận chuyển Sư đoàn 18 Lục quân vào đầu tháng 4.
Ngày 11 tháng 4 năm 1942, Phó Đô đốc Ozawa chuyển cờ hiệu của mình trở lại chiếc Kashii, lần này đặt căn cứ tại Singapore. Tuy nhiên, đến ngày 14 tháng 7 năm 1942, Phó Đô đốc Denshichi Okawachi thay thế Ozawa là tư lệnh hạm đội. Kashii tiếp tục các nhiệm vụ tuần tra tại phía Đông Ấn Độ Dương ngoài khơi Miến Điện, quần đảo Andaman và Penang cho đến tháng 9.
Ngày 21 tháng 9 năm 1942, Kashii khởi hành từ Sài Gòn trong một chuyến đi tăng cường khẩn cấp cho lực lượng Nhật Bản tại quần đảo Solomon. Kashii sử dụng một ống khói giả thứ hai nhằm ngụy trang như một tàu tuần dương hạng nặng Mỹ. Mưu mẹo này thành công, và Kashii đổ bộ thành công lực lượng tăng cường đến Rabaul, New Britain vào ngày 8 tháng 10 năm 1942. Nó quay trở về Singapore an toàn, và tiếp nối nhiệm vụ tuần tra như thường lệ cho đến giữa tháng 1 năm 1943.
Trong tháng 1 năm 1943, Kashii trải qua một đợt tái trang bị tại ụ tàu của cảng Keppel tại Singapore, nơi sáp nhập các cột ăn-ten và bổ sung một "trạm phát hiện tàu ngầm" trên đỉnh. Kashii tiếp nối công việc tuần tra tại khu vực Đông Ấn Đô Dương từ tháng 2 đến cuối tháng 7 năm 1943. Trong giai đoạn này, vào ngày 9 tháng 3 năm 1943, Phó Đô đốc Yoshikazu Endo thay thế Phó Đô đốc Okawachi chỉ huy Lực lượng Malay của Hạm đội Viễn chinh Phương Nam thứ nhất.
Từ ngày 24 tháng 7 đến ngày 22 tháng 8 năm 1943, Kashii thực hiện hai chuyến đi vận chuyển lực lượng và tiếp liệu đến Port Blair và Car Nicobar. Ngày 29 tháng 8 năm 1943, đang khi ở ngoài khơi Pulo Weh khu vực phía Bắc Sumatra trên đường đi đến Sabang, Kashii bị tàu ngầm Anh HMS Trident tấn công, bắn toàn bộ tám quả ngư lôi trước mũi, nhưng tất cả đều bí trượt. Kashii còn thực hiện thêm năm chuyến đi vận chuyển lực lượng và tiếp liệu đến quần đảo Andaman từ ngày 21 tháng 9 đến ngày 27 tháng 11 năm 1943 mà không gặp sự cố nào.
Ngày 31 tháng 12 năm 1943, Kashii được bố trí trở lại Hải đội Huấn luyện Kure, về đến Etajima, Hiroshima vào tháng 2 năm 1944 sau khi được tái trang bị tại Sasebo để hoạt động như một tàu huấn luyện cho Học viện Hải quân Đế quốc Nhật Bản. Tuy nhiên, thời gian hoạt động như một tàu huấn luyện tỏ ra ngắn ngủi.
Ngày 25 tháng 3 năm 1944, Kashii được phân về trực thuộc Bộ chỉ huy Hộ tống Tổng hành dinh, và được cải biến cho vai trò chống tàu ngầm tại xưởng hải quân Kure. Các ống phóng ngư lôi được tháo dỡ thay thế bằng hai khẩu đội phòng không 127 mm Kiểu 89 nòng đôi. Bốn khẩu đội phòng không 25 mm Kiểu 96 cũng được trang bị, nâng tổng số súng 25 mm lên 20 nòng (4×3,4×2); một bộ radar dò tìm trên không Kiểu 21 cũng như máy dò âm dưới nước và hệ thống sonar cũng được bổ sung. Sàn phía sau của Kashii được cải biến thành hầm đạn bao bọc bằng bê tông có thể chứa đến 300 mìn sâu, cùng bốn máy ném mìn sâu và hai đường ray thả mìn trên sàn phía đuôi tàu. Công việc tái trang bị hoàn tất vào ngày 29 tháng 4 năm 1944.

### Hộ tống các đoàn tàu vận tải
Kashii trở thành soái hạm của Hải đội Hộ tống Tàu nổi 1 dưới quyền Chuẩn Đô đốc Mitsuharu Matsuyama vào ngày 3 tháng 5 năm 1944 và khởi hành từ Moji, Kitakyushu vào ngày 29 tháng 5 năm 1944 hộ tống một đoàn tàu vận tải đi đến Singapore. Vào ngày 2 tháng 6 năm 1944, chúng bị tàu ngầm Mỹ Guitarro phát hiện ở về phía Đông Đài Loan, đánh chìm một chiếc trong đoàn tàu với hai quả ngư lôi, nhưng Kashii không bị hư hại, và đến được Singapore vào ngày 12 tháng 6 năm 1944 với các tàu còn lại trong đoàn.
Nó trải qua một đợt tái trang bị khác tại Kure từ ngày 28 tháng 6 năm 1944, được bổ sung mười khẩu pháo phòng không 25 mm Kiểu 96 nòng đơn, đưa tổng số súng 25 mm lên 30 nòng (4×3,4×2,10×1), và một bộ radar dò tìm mặt đất Kiểu 22 cũng được trang bị vào thời gian này. Kashii khởi hành ngày 13 tháng 7 năm 1944 từ Moji, hộ tống đoàn tàu vận tải HI-69 chuyển máy bay đến Luzon thuộc Philippines. Đoàn tàu vận tải đi đến Manila an toàn, và sau khi chất dỡ máy bay, chúng đi đến Singapore trước khi quay trở về đến Moji vào ngày 15 tháng 8 năm 1944 mà không gặp sự cố nào.
Một nhiệm vụ vận tải khác được thực hiện đi đến Philippines vào ngày 25 tháng 8 năm 1944. Trên chuyến quay trở về, Kashii là soái hạm của Đội Hộ tống 5 dưới quyền chỉ huy của Chuẩn Đô đốc Setsuzo Yoshitomi hộ tống đoàn tàu vận tải HI-74. Đoàn tàu vận tải bị tấn công vào ngày 16 tháng 9 năm 1944 bởi các tàu ngầm Mỹ Queenfish và Barb, đã đánh chìm hai tàu chở dầu cùng tàu sân bay Unyo. Hơn 900 thành viên thủy thủ đoàn bị mất cùng với 48 máy bay. Kashii và các tàu còn lại đã vớt được 761 người sống sót, và về đến Moji vào ngày 23 tháng 9 năm 1944.
Đoàn tàu vận tải tiếp theo sau HI-79 hướng đến Singapore từ ngày 26 tháng 10 đến ngày 9 tháng 11 năm 1944 diễn ra an toàn. Sau khi đến nơi, Chuẩn Đô đốc Shiro Shibuya thay thế cho Đô đốc Yoshitomi chỉ huy Hải đội Hộ tống 101 vừa mới thành lập. Chuyến đi quay trở về từ Singapore đến Sasebo từ ngày 17 tháng 11 đến ngày 4 tháng 12 năm 1944 cũng diễn ra bình an.
Ngày 10 tháng 12 năm 1944, Kashii được phân về Hải đội Hộ tống Tàu nổi 1 và khởi hành từ Moji đi đến Cao Hùng, Đài Loan cùng một đoàn tàu vận tải Lục quân. Từ Cao Hùng, Kashii được phân công hộ tống một đoàn tàu vận tải khác đến Singapore. Chúng bị máy bay ném bom B-25 Mitchell Không lực Mỹ tấn công ngoài khơi Hải Nam vào ngày 25 tháng 12 năm 1944, nhưng thoát được chỉ với những thiệt hại nhẹ.
Chuyến đi quay trở về của đoàn tàu vận tải HI-86 bao gồm mười tàu vận tải (4 tàu chở dầu và 6 tàu hàng) cùng Hải đội Hộ tống 101 gồm năm tàu hộ tống CD kaibokan. Chúng khởi hành từ Singapore vào ngày 30 tháng 12 năm 1944; và đến ngày 12 tháng 1 năm 1945, không lâu sau khi rời vịnh Quy Nhơn thuộc Đông Dương, chúng bị máy bay ném bom từ các tàu sân bay Essex, Ticonderoga, Langley và San Jacinto của Đội Đặc nhiệm 38.3 tấn công, đánh chìm hầu hết các tàu vận tải của HI-86. Kashii bị một máy bay TBF Avenger đánh trúng một quả ngư lôi ở giữa tàu, rồi sau đó bị một máy bay ném bom bổ nhào SB2C Helldiver đánh trúng hai quả bom phía đuôi, làm phát nổ hầm chứa mìn sâu. Kashii bị chìm với đuôi chìm trước ở tọa độ 13°50′B 109°20′Đ / 13,833°B 109,333°Đ. Trong số thành viên thủy thủ đoàn của Kashii, 621 người bị mất cùng con tàu và chỉ có 19 người được cứu sống.
Kashii được rút khỏi danh sách Đăng bạ Hải quân vào ngày 20 tháng 3 năm 1945.

## Danh sách thuyền trưởng
- Sanji Iwabuchi (sĩ quan trang bị trưởng): 1 tháng 4 năm 1940 - 15 tháng 7 năm 1941
- Sanji Iwabuchi: 15 tháng 7 năm 1941 - 15 tháng 10 năm 1941
- Hideo Kojima: 15 tháng 10 năm 1941 - 25 tháng 6 năm 1942
- Kazue Shigenaga: 25 tháng 6 năm 1942 - 20 tháng 1 năm 1943
- Satoshi Takada: 20 tháng 1 năm 1943 - 5 tháng 3 năm 1944
- Midori Matsumura: 5 tháng 3 năm 1944 - 12 tháng 1 năm 1945 (tử trận, được truy phong Chuẩn Đô đốc)